# رت‌کوزبرنچ
رِت‌کوزبِرِنچ (به مجاری:  Rétközberencs) یک منطقهٔ مسکونی در مجارستان است که در سابولچ-ساتمار-برگ واقع شده‌است. رت‌کوزبرنچ ۱۵٫۸۰ کیلومتر مربع مساحت و ۱٬۰۵۷ نفر جمعیت دارد.